# Excalibur - Secrets of the Dark Forest
Excalibur - Secrets of the Dark Forest is een attractie in het Duitse attractiepark Movie Park Germany, die geopend werd in 2018. Het is een rapid river die zich afspeelt in het verhaal van koning Arthur. De attractie vervangt de attractie Mystery River (die de voormalige attractie Unendliche Geschichte verving), die haar deuren kort sloot voor de opening van Excalibur.

## Geschiedenis
Voordat de Excalibur werd geopend, bevond zich op dezelfde locatie de rapid river Unendliche Geschichte. Deze attractie was gethematiseerd naar de film The NeverEnding Story. Toen Movie Park Germany in 2004 echter werd verkocht aan StarParks, vervielen de licenties van deze film en moest de attractie dermate worden aangepast, dat er geen verwijzingen meer naar The NeverEnding Story gemaakt zouden worden. Unendliche Geschichte werd daarom gesloten om enkele maanden later te openen als de Mystery River.
De Mystery River maakte gebruik van zo goed als hetzelfde decor en hetzelfde ritverloop als Unendliche Geschichte. De wachtrij, voorheen vormgegeven als een bibliotheek met alsmaar groter wordende boeken, werd in eerste instantie volledig bedekt met gordijnen. De voormalige voorshow werd omgevormd tot doorlopende wachtrij, in plaats van een afgesloten ruimte. Waar voorheen in de wachtrij en in het station de filmmuziek van The NeverEnding Story te horen was, werd de muziek vervangen door rechtenvrije muziek. De animatronics van Gmork werden onherkenbaar gemaakt; de animatronics van de raceslak, Morla, Falkor en de kleine keizerin werden ofwel verwijderd, ofwel vervangen door andere animatronics. Het gezicht van de in de rotsen uitgehouwen Keienbijter werd omgevormd naar een ander gezicht en bewoog niet meer met zijn mond. De verlichting van de Ivoren Toren, tot slot, werd uitgeschakeld en werd vervangen door een schijnsel van laserpuntjes. Om de Ivoren Toren heen werd tot slot een aantal statische beelden geplaatst van fantasiefiguren. De vernieuwde attractie opende uiteindelijk in 2004.
In 2009 werden de gordijnen uit de wachtrij verwijderd. De wachtrij zag er tot 2018 weer uit zoals de bibliotheek in Unendliche Geschichte.
In 2017 werd bekend gemaakt dat Mystery River een grote onderhoudsbeurt zou krijgen en in 2018 zou openen als Excalibur - Secrets of the Dark Forest. Onder andere is de wachtrij vernieuwd, zijn er nieuwe decorstukken en is er nieuwe muziek gecomponeerd door IMAscore.

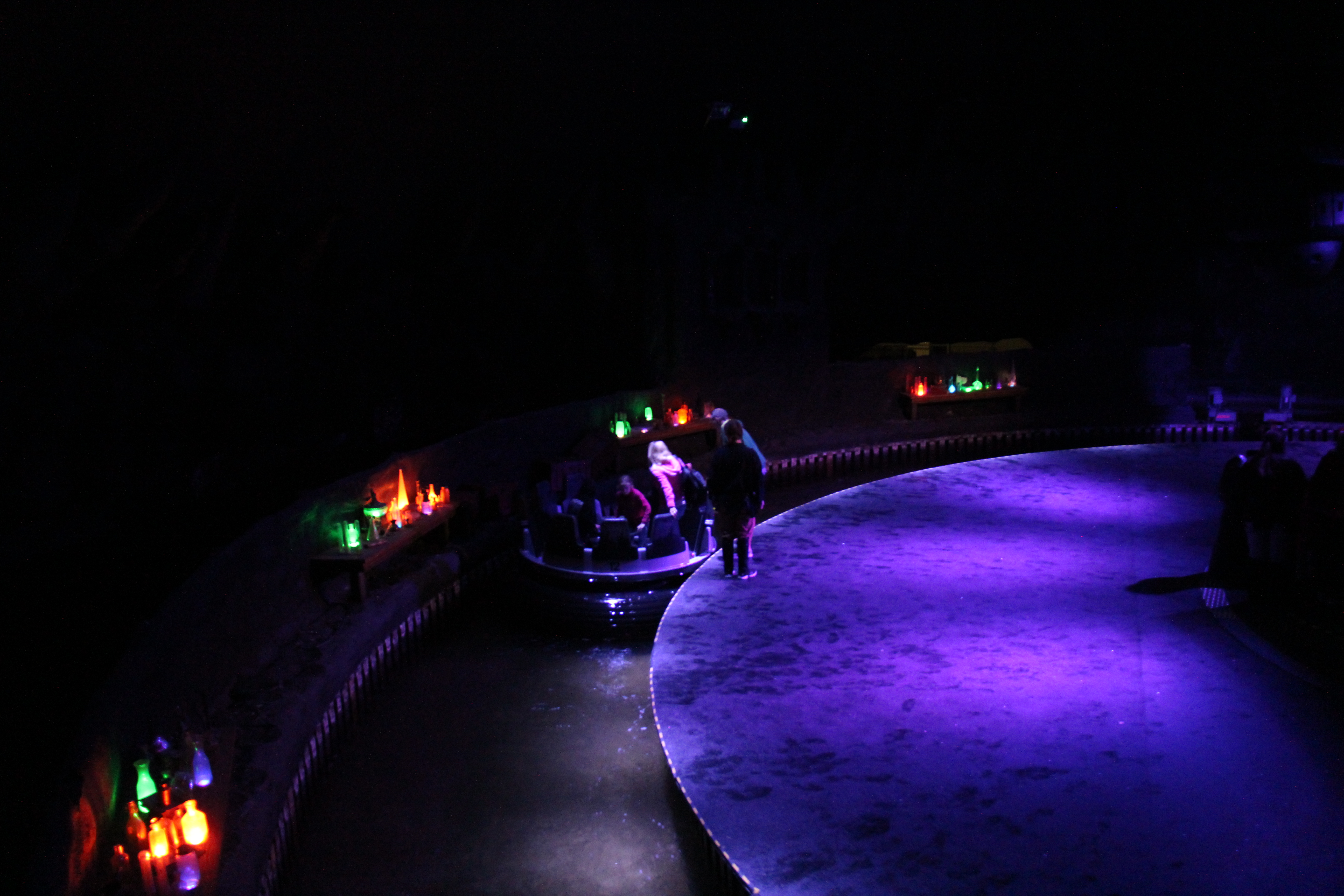
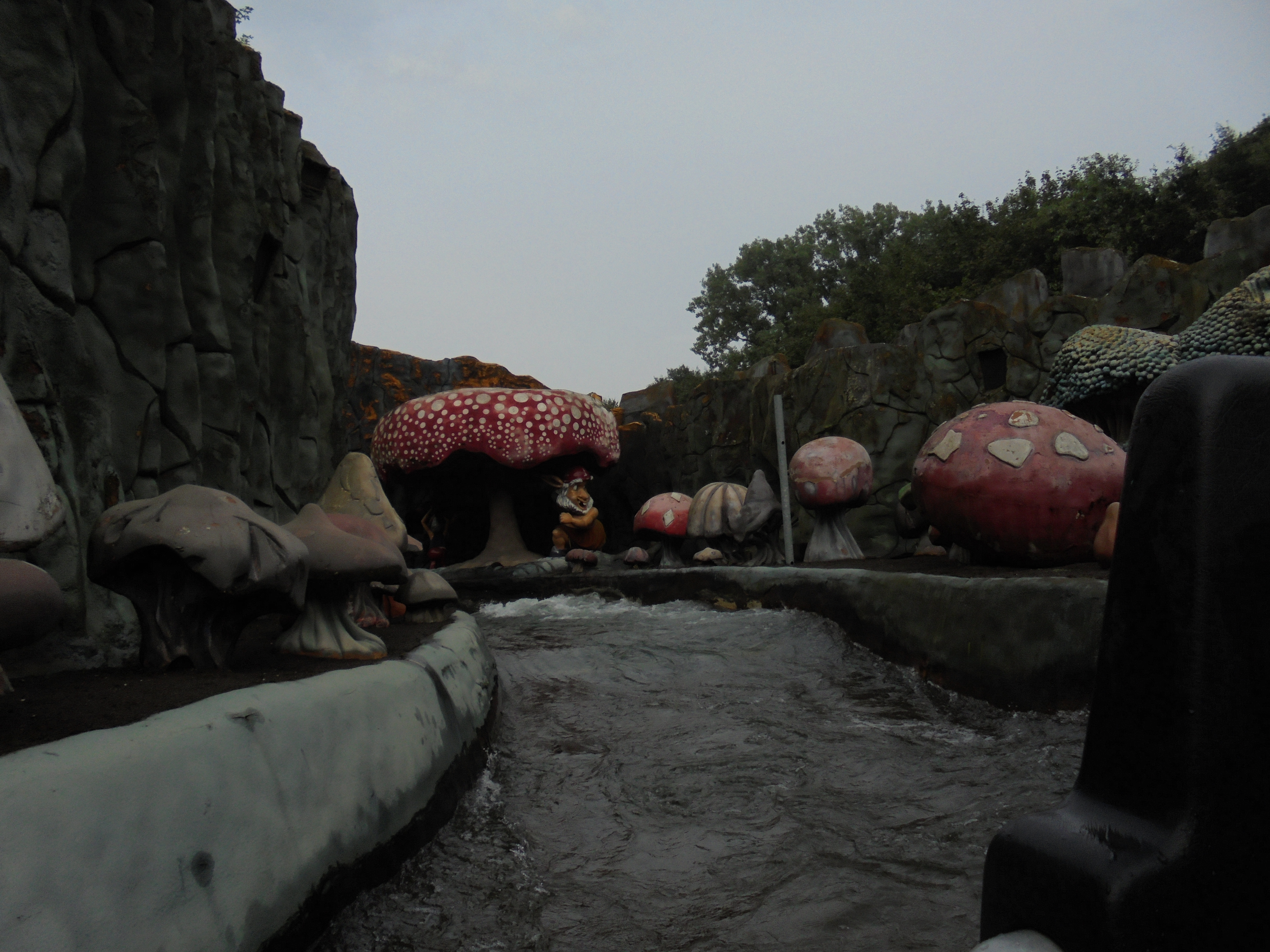
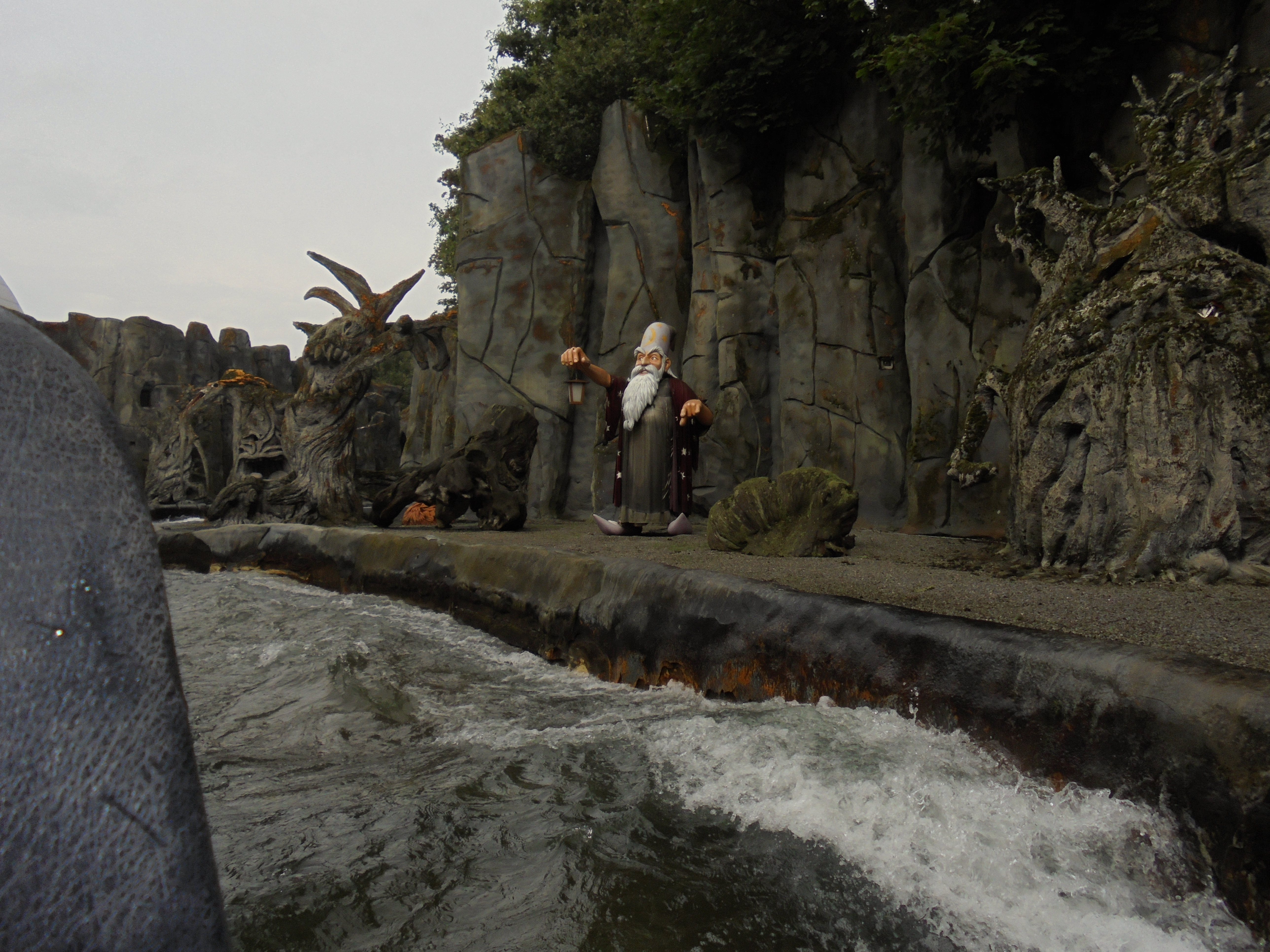
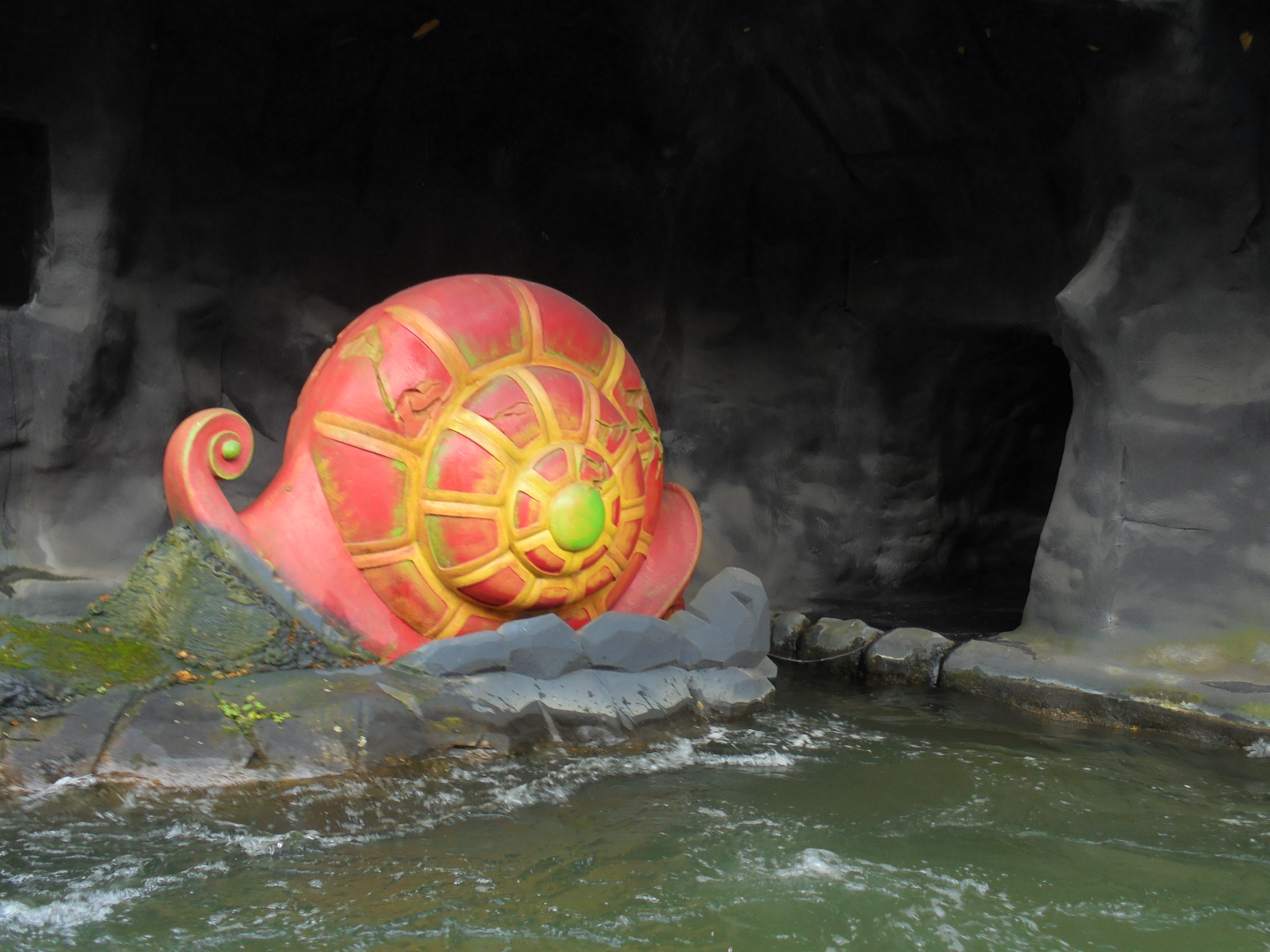
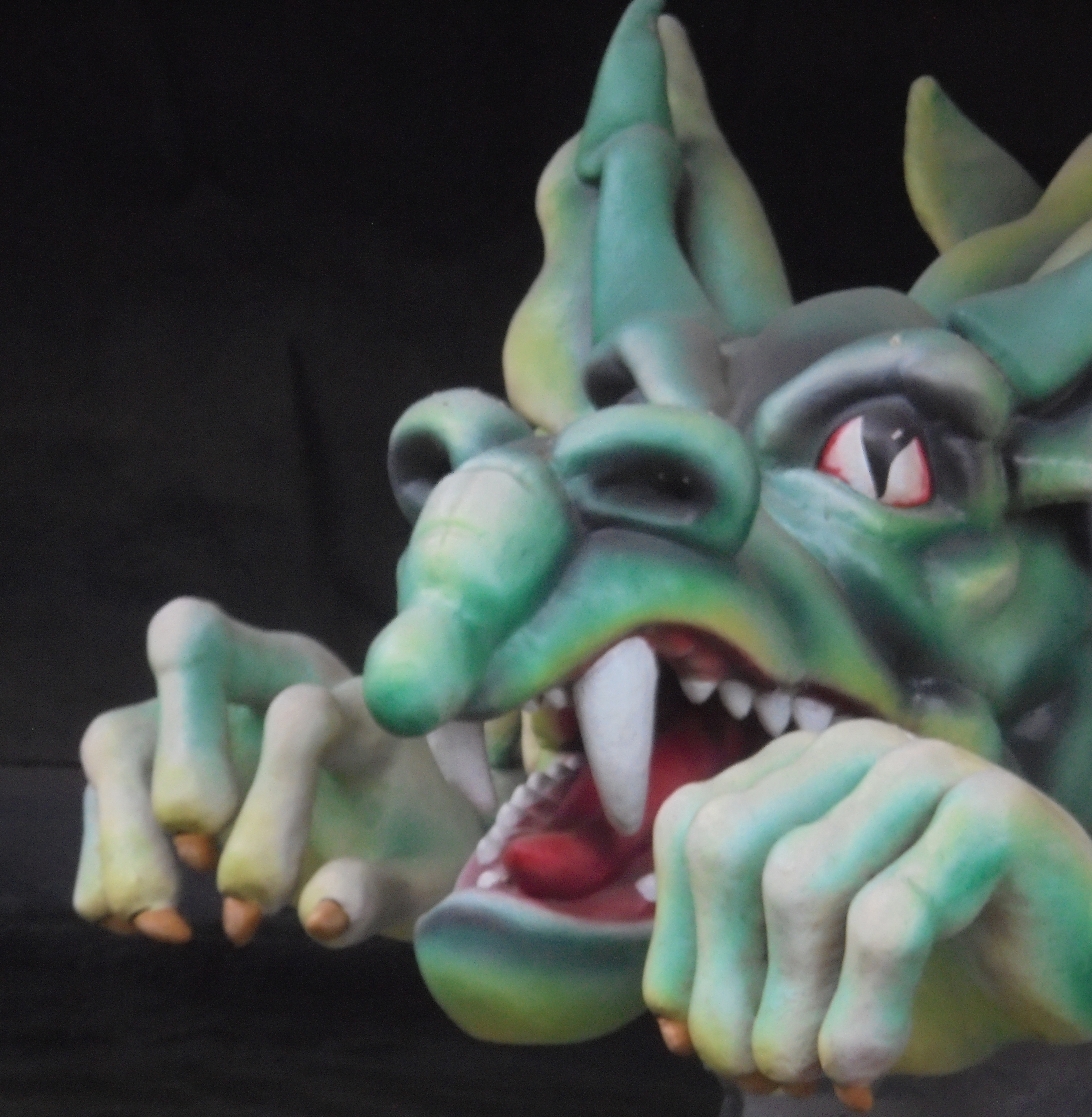

Lijst van attracties in Movie Park Germany · Police Academy Stunt Show · afbeeldingen
Huidige attracties: Avatar Air Glider ·
Backyardigans Mission to Mars · The Bandit · Bermuda Triangle - Alien Encounter · Crazy Surfer · Dora's Big River Adventure · Fairy World Spin ·
Ghost Chasers · Jimmy Neutron's Atomic Flyer · MP Xpress · Excalibur - Secrets of the Dark Forest · NYC Transformer · Roxy · Side Kick · SpongeBob Splash Bash · Star Trek: Operation Enterprise · The High Fall · The Lost Temple · Time Riders · Van Helsing's Factory
Voormalige attracties: Batman Adventure · Cop Car Chase · Danny Phantom Ghost Zone · Gremlins Invasion · Ice Age Adventure · Josie's Bath House · Looney Tunes Adventure · Studio Tour · Unendliche Geschichte · Mystery River
Themagebieden: Federation Plaza · Hollywood Street Set · Nickland · Santa Monica Pier · Streets of New York · The Old West